# Sue Saliba
Sue Saliba (14 ottobre 1957) è un'ex tennista australiana.

## Carriera
In carriera ha raggiunto una finale di doppio al Borden Classic nel 1979, in coppia con la connazionale Mary Sawyer. Nei tornei del Grande Slam ha ottenuto il suo miglior risultato raggiungendo i quarti di finale di doppio agli Australian Open nel 1978 e nel 1979, entrambi in coppia con la Sawyer.

## Statistiche

### Doppio

#### Finali perse (1)
| Numero | Anno            | Torneo                | Superficie | Compagna    | Avversarie in finale  | Punteggio     |
| 1.     | 21 ottobre 1979 | Borden Classic, Kyoto | Cemento    | Mary Sawyer | Yu Li-Qiao Chen Chuan | 6-7, 6-3, 5-7 |